# Antonio La Bruna
Antonio La Bruna (ur. 28 grudnia 1959 w Livorno) – włoski zapaśnik w stylu wolnym. Dwukrotny olimpijczyk. Szósty w Los Angeles 1984, odpadł w eliminacjach w Moskwie 1980. Startował w kategoriach 57–62 kg. Dziesiąty w mistrzostwach świata w 1982. Czwarty w mistrzostwach Europy w 1981 i 1982. Srebrny medal na igrzyskach śródziemnomorskich w 1979 i 1983. Mistrz EOG w 1983 roku.